# Film 8 mm
Ne doit pas être confondu avec Super 8.
Pour les articles homonymes, voir 8 mm.
 (octobre 2015).
Si vous disposez d'ouvrages ou d'articles de référence ou si vous connaissez des sites web de qualité traitant du thème abordé ici, merci de compléter l'article en donnant les références utiles à sa vérifiabilité et en les liant à la section « Notes et références ».

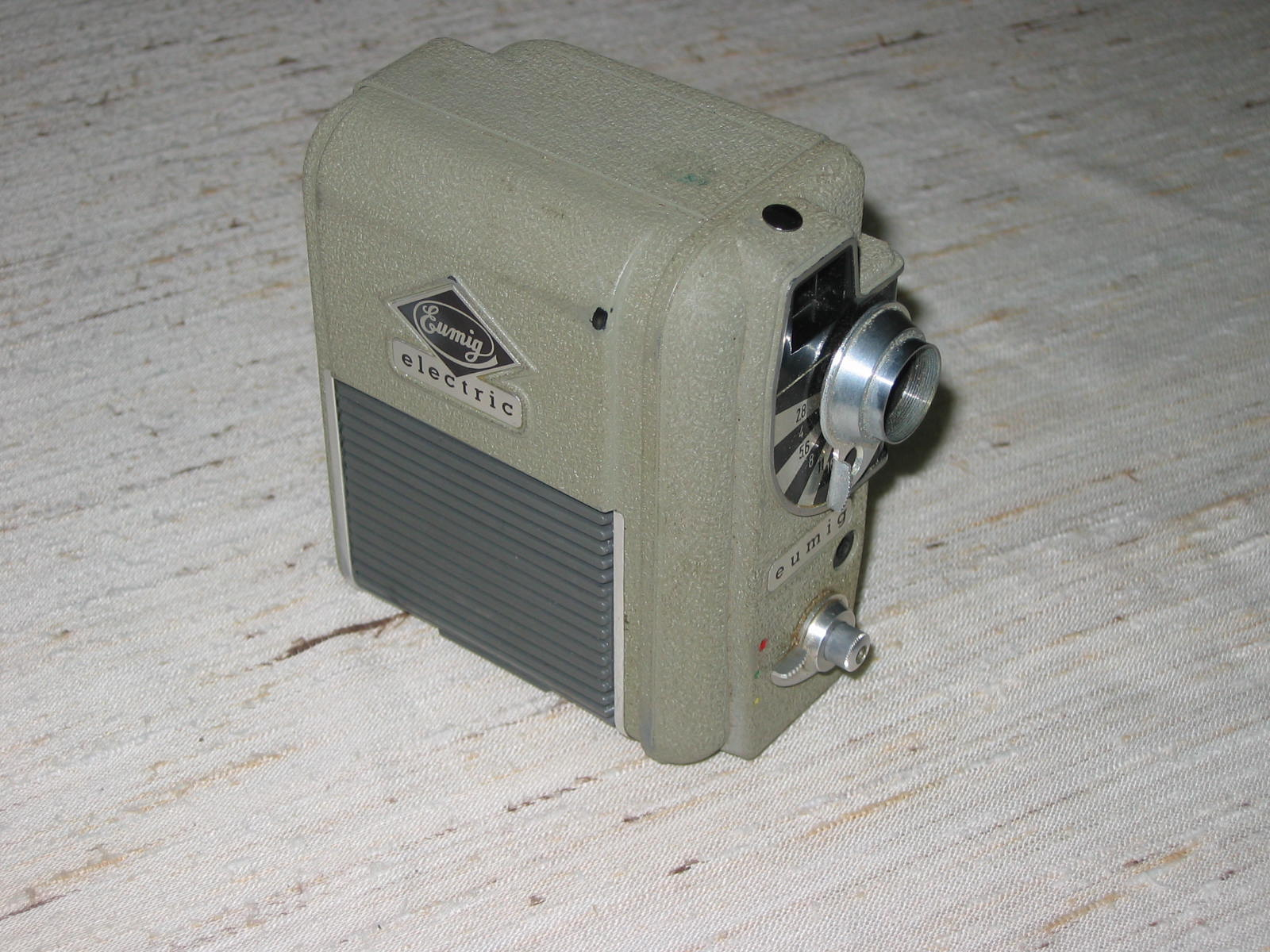
Une caméra 8 mm de 1955.

Le 8 mm, appelé également double 8, est un format de film de cinéma amateur lancé en 1932 par Kodak utilisant une pellicule de 8 mm de largeur (image 4,9 × 3,6 mm, soit un rapport de 1,36:1). La première version, la plus courante, dite « type R » (« R » pour reverse, en anglais), utilise un film de 16 mm avec des perforations particulières au format. Ce système a l'avantage de profiter des machines de développement 16 mm. On produit plus tard des bobines de film de 8 mm coupé dès avant la prise de vues. Initialement muet, le film pourra ensuite enregistrer un son magnétique sur une piste couchée entre les perforations et le bord avec un décalage de 56 images. En 1965, il évoluera en Super 8, mais sans jamais disparaître (on trouve toujours de la pellicule) en gardant la même largeur mais avec des perforations plus petites, donc une image agrandie de 36 %, en théorie de meilleure qualité, et surtout, de maniement beaucoup plus pratique grâce à des cassettes facilitant le chargement et codant, par des encoches, la sensibilité du film.

## Double 8

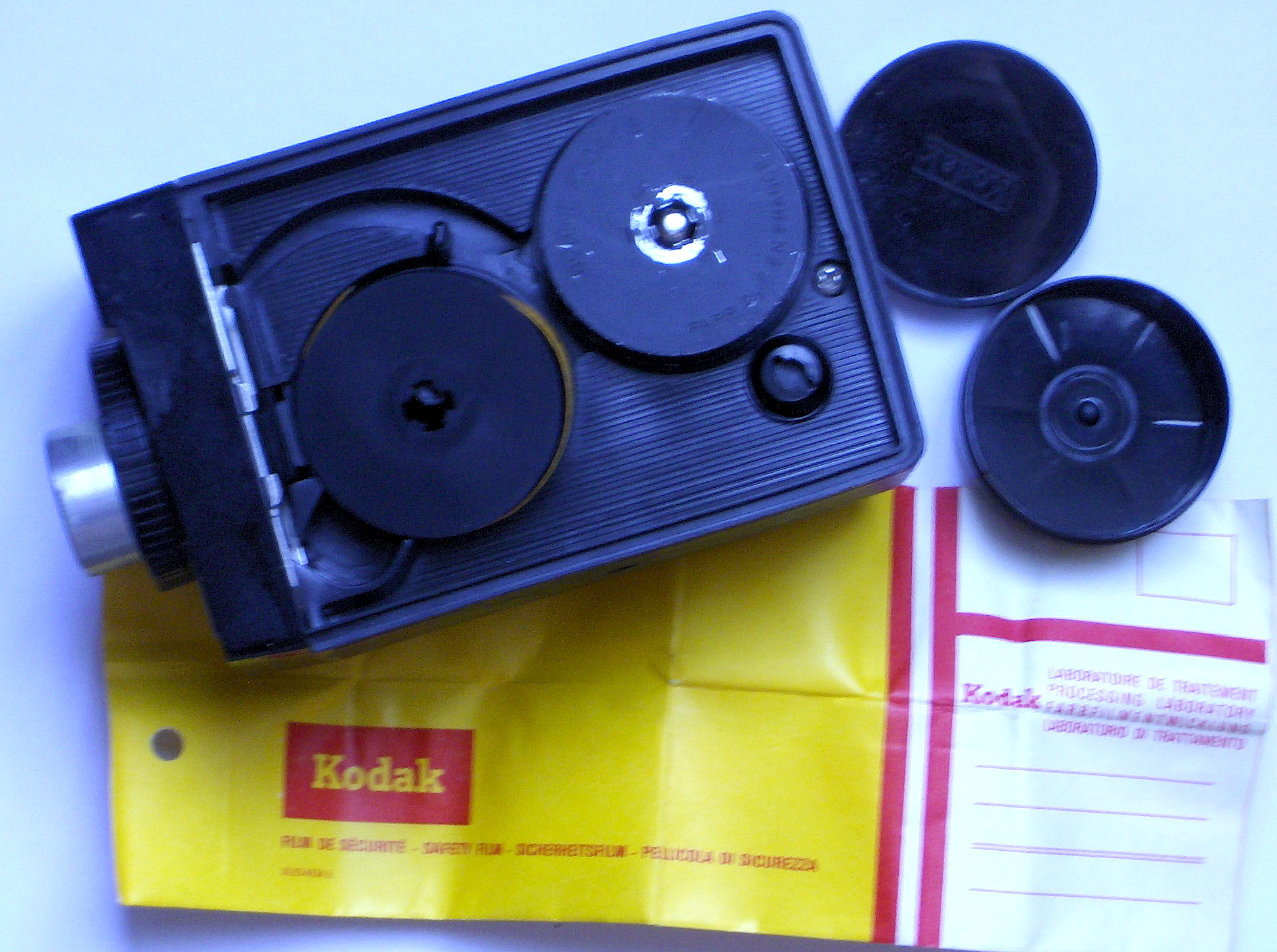
L'intérieur d'une caméra Kodak 8 mm avec ses deux bobines.

Le 8 mm « standard » s'est d'abord présenté sous la forme « Double 8 » : c'est-à-dire un film de 16 mm de large à deux rangées de perforations qui est chargé dans la caméra et dont la bobine est retournée une fois l'exposition de la première moitié du film réalisée. Cette manipulation doit se dérouler en lumière atténuée, les premières spires de film étaient voilées, les autres étant protégées par les joues de la bobine et la couche anti-halo. Un inconvénient possible était qu'il arrivait de retourner une fois de trop le film et d'exposer deux fois la pellicule. La double impression (une caractéristique presque disparue sur les caméras super 8) permet des effets et des trucages presque impossibles en super 8 (le système du chargeur ne permettant de rembobiner la pellicule que sur une longueur limitée).
Le film est coupé en deux dans le sens de la longueur après le traitement dans les développeuses 16 mm et les deux parties collées bout à bout.
C'est sous le format double-8 que sont apparus les premiers films couleurs pour amateurs comme l'Agfachrome et le Kodachrome, disponible d'abord en 16 mm, développé sur les mêmes machines.
Les résultats obtenus sont très corrects, souvent à la hauteur du Super 8[réf. nécessaire]. Le super 8 dispose d'une image certes plus grande mais la différence entre le double 8 et le super 8 est loin d'être aussi grande qu'avec le 9,5 mm ou le 16 mm. De plus, les caméras double 8 possèdent un presseur en métal alors qu'en super 8, le presseur, en plastique est incorporé au chargeur. 
De même c'est sous ce format que l'on a vu peu à peu l'automatisation progressive et le perfectionnement des caméras[réf. nécessaire] :
- passage de l'entraînement à ressort au moteur électrique ;
- passage du réglage d'ouverture manuel à la cellule incorporée puis à la cellule couplée ;
- apparition de la visée reflex à travers l'objectif ;
- remplacement de la tourelle multiobjectif par un objectif zoom ;
- vitesse variable et obturateur variable ;
- marche arrière et fondu enchaîné.

Le format n'a pas disparu, il est toujours possible de trouver de la pellicule vierge et donc de filmer en double 8. En 2020, Kodak a sorti une nouvelle pellicule en 8 mm, l'Ektachrome. Cette pellicule est d'abord sortie l'année précédente en super 8 puis en 16 mm mais il y a eu une demande suffisante pour le double 8, ce qui s'explique probablement par le nombre élevé de caméras en parfait état de marche encore en circulation.
Plusieurs particuliers ont modifié ou fait modifier leur projecteur en remplaçant la lampe d'origine par une lampe HID, ce qui donne une projection d'excellente qualité, notamment pour les films en noir et blanc. Ces lampes très lumineuses ont créé un regain d'intérêt pour les films d'édition en doube 8, au dire des amateurs certains tirages sont meilleurs en double 8 qu'en super 8 (les négatifs originaux étant parfois les mêmes, les tirages double 8, plus anciens, ont bénéficié d'une source moins griffée), certains titres n'existent pas en super 8.